# 小行星23814
小行星23814（23814 Bethanylynne）是一颗绕太阳运转的小行星，为主小行星带小行星。该小行星于1998年8月19日发现。

## 轨道参数
小行星23814的轨道半长轴为416 256 106 km，2.7824606 UA，离心率为0.070。